# U96 (danceact)
U96 is een dancemuziekproject dat onder andere door de Duitse producer Alex Christensen is opgezet. Het is bekend van verscheidene Eurodance-classics uit de jaren 90.
De naam U96 is afkomstig van de film Das Boot (1981), een film over de Duitse onderzeeboot U-96 in de Tweede Wereldoorlog. De eerste hit van het album Das Boot (1991) was een techno / dance-versie van de melodie uit de filmtitel. De oorspronkelijk melodie werd gecomponeerd door Klaus Doldinger. Dit album maakte de weg vrij voor de commerciële doorbraak van de dancemuziek in Duitsland.
In het algemeen werden de albums van U96 beïnvloed door diverse dance-stijlen, waaronder electropop uit de jaren 80, ambient en disco. Sommige nummers op het tweede Replugged album kunnen worden aangenomen als de voorlopers van trip hop.
Op het derde album Club Bizarre (1995) veranderde het geluid van U96 drastisch. Op het album worden invloeden van technopop gemixt met het toentertijd succesvolle trance. De grootste hits op dit album waren zowel het zeer snelle Love Religion (ft. Daisy Dee) als de titeltrack van het album Club Bizarre.
In 1996 werd de opvolger Heaven gepubliceerd. Het album had electropop-invloeden, welke ook werden gebruikt door andere Eurodance-artiesten. Op dit album werkte de nieuwe zangeres Dea-Li (Dorothy Lapi) mee aan het maken van vier titels.
In 2000 kwam een nieuwe versie van Das Boot uit. Tot 2003 (de comeback in Duitsland met de uitgave van een nieuwe single) bleef het stil rond U96.
In 2007 bracht men het album Out of Wilhelmsburg uit. De titel had betrekking op de geboorteplaats (het stadsdeel Wilhelmsburg van Hamburg) van DJ en producer Alex Christensen. Het nummer Vorbei kwam tot stand in samenwerking met popzanger Ben (Bernhard Blümel). Een ander nummer Mr DJ Put On The Red Light kwam tot stand in samenwerking met rapper Das Bo (Mirko Bogojevic).

## Discografie

### Albums
| Album met eventuele hitnotering(en) in de Nederlandse Album Top 100 | Datum van verschijnen | Datum van binnenkomst | Hoogste positie | Aantal weken | Opmerkingen |
| ------------------------------------------------------------------- | --------------------- | --------------------- | --------------- | ------------ | ----------- |
| Das Boot                                                            | 1991                  | -                     |                 |              |             |
| Replugged                                                           | 1993                  | -                     |                 |              |             |
| Club bizarre                                                        | 1995                  | 11-03-1995            | 36              | 14           |             |
| Heaven / Best of ’96                                                | 1996                  | 20-07-1996            | 68              | 6            |             |
| Best of 1991-2001                                                   | 2000                  | -                     |                 |              |             |
| Reboot                                                              | 2018                  | -                     |                 |              |             |
| Transhuman                                                          | 2020                  | -                     |                 |              |             |

### Singles
| Single met eventuele hitnotering(en) in de Nederlandse Top 40 | Datum van verschijnen | Datum van binnenkomst | Hoogste positie | Aantal weken | Opmerkingen |
| ------------------------------------------------------------- | --------------------- | --------------------- | --------------- | ------------ | ----------- |
| Das Boot                                                      |                       | 11-04-1992            | 4               | 11           |             |
| I wanna be a Kennedy                                          |                       | 04-07-1992            | 36              | 3            |             |
| Love sees no colour                                           |                       | 03-07-1993            | 16              | 7            |             |
| Night in motion                                               |                       | 16-10-1993            | tip4            | -            |             |
| Inside your dreams                                            |                       | 07-05-1994            | 18              | 5            |             |
| Love religion                                                 |                       | 17-12-1994            | 9               | 10           | Alarmschijf |
| Club bizarre                                                  |                       | 18-03-1995            | 11              | 8            |             |
| Movin'                                                        |                       | 01-07-1995            | tip7            | -            |             |
| Heaven                                                        |                       | 08-06-1996            | 15              | 7            |             |